# IC 3568
IC 3568 o Nebulosa Fetta di limone è una nebulosa planetaria situata nella costellazione della Giraffa a 9000 anni luce dalla Terra. Si trova nei pressi del polo nord celeste, alla stessa distanza tra esso e Epsilon Ursae Majoris. Nonostante le dimensioni ridotte e la debole magnitudine, è visibile con un telescopio da 125 millimetri, in quanto si trova in una zona povera di stelle particolarmente brillanti.
IC 3568, è un esempio lampante di nebulosa planetaria sferica, ed era conosciuta anche come La nebulosa planetaria, per la sua estrema simmetria , fino a quando il Telescopio Spaziale Hubble, non ha mostrato una zona interna più brillante estesa per 6,4 secondi d'arco con una struttura più complessa, che giustifica il nome "Nebulosa Fetta di limone"; un alone esterno circonda la struttura centrale. Secondo uno studio del 1983 di Harrington e Feibelman, la stella centrale, piuttosto brillante (di magnitudine +13,45 ), possiede molte caratteristiche comuni a stelle di tipo variabile S Doradus, a causa di un vento stellare che raggiunge i 1840 km/s. Sempre da questo studio è riportato che le quantità di carbonio, azoto, ossigeno, neon e zolfo sono circa la metà di quelle contenute nel Sole.